# Roger Pyttel
Roger Pyttel, född 8 maj 1957 i Wolfen, är en före detta östtysk simmare.
Pyttel blev olympisk silvermedaljör på 100 meter fjäril vid sommarspelen 1980 i Moskva.